# San Pedro de Rozados
San Pedro de Rozados település Spanyolországban, Salamanca tartományban. San Pedro de Rozados Matilla de los Caños del Río, Carrascal de Barregas, Barbadillo, Galindo y Perahuy, Aldeatejada, Mozárbez, Morille, Monterrubio de la Sierra, Membribe de la Sierra, Las Veguillas és Vecinos községekkel határos. Lakosainak száma 269 fő (2024).

## Népesség
A település népessége az elmúlt években az alábbi módon változott:
| Lakosok száma | 360  | 350  | 345  | 334  | 312  | 305  | 311  | 291  | 277  | 269  |
|               | 2001 | 2004 | 2007 | 2009 | 2012 | 2014 | 2017 | 2019 | 2022 | 2024 |